# St. Alban (Honsolgen)

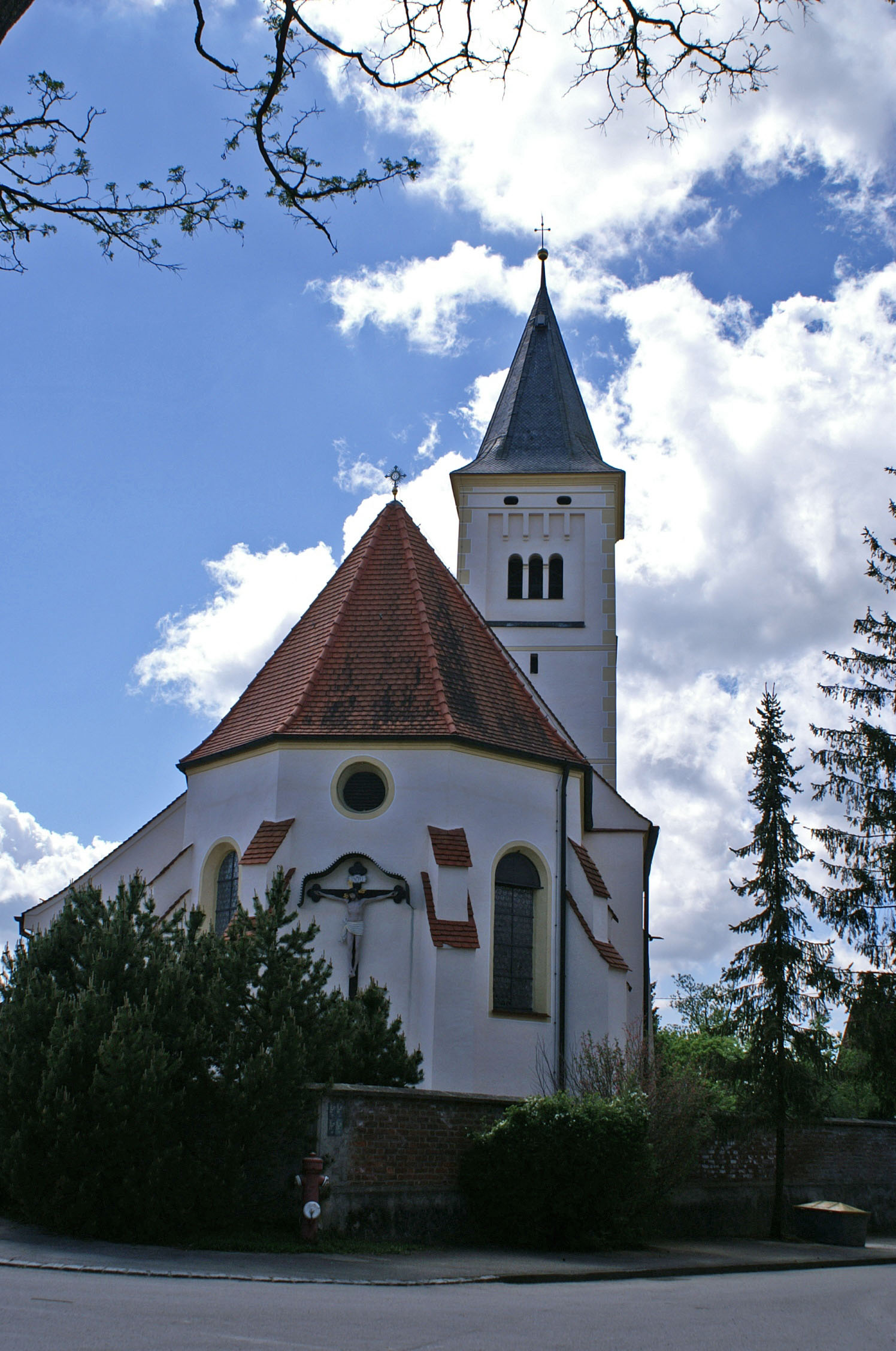
St. Alban in Honsolgen

Die römisch-katholische Pfarrkirche St. Alban steht in Honsolgen, einem Stadtteil von Buchloe im schwäbischen Landkreis Ostallgäu in Bayern. Das Bauwerk ist in der Liste der Baudenkmäler in Buchloe als Baudenkmal unter der Nr. D-7-77-121-25 eingetragen. Die Kirche gehört zum Dekanat Kaufbeuren des Bistums Augsburg.

## Beschreibung
Die Saalkirche wurde 1421 neu erbaut und 1716 umgestaltet. Sie besteht aus einem Langhaus, einem eingezogenen, dreiseitig geschlossenen, von Strebepfeilern gestützten Chor im Osten und einem in der Achse nach Norden versetzten Kirchturm auf quadratischem Grundriss im Westen, mit einem Anbau an dessen Südwand, der das Vestibül und eine Kapelle mit dem Kriegerdenkmal beherbergt, in der sich eine Pietà befindet, die Jörg Lederer gestaltet hat.
Der Innenraum des Langhauses ist mit einem Tonnengewölbe überspannt, der des Chors mit einer Flachdecke. Von Leonhard Thoma wurden 1905 Fresken gestaltet. Ein Altar wurde 1767/68 von Dominikus Bergmüller gebaut. Auf dem Altarretabel des Hochaltars ist die Kreuzigung dargestellt. 
Koordinaten: 48° 1′ 32,8″ N, 10° 46′ 38,9″ O